# Undénplanen
Undénplanen är en FN-resolution som innebär att stater som inte själva har kärnvapen förbinder sig att inte själva tillverka eller lagra kärnvapen på det egna territoriet. Planen fick sitt namn efter den svenske utrikesministern Östen Undén.
1958 hade Sovjetunionen, Förenta staterna och Storbritannien enats om ett provstopp för kärnvapen men under sommaren 1961 återupptog Sovjetunionen sina prov. Undén lade fram sitt förslag inför FN:s generalförsamling den 26 oktober. Förslaget innebar att stater utan kärnvapen skulle förbinda sig att inte producera och vägra ta emot kärnvapen på sitt eget territorium. Detta skulle innebära ett stopp för kärnvapenspridningen och, ansåg Undén, ytterligare påtryckning på kärnvapenstaterna att upphöra med kärnvapenprov.
FN:s resolution 1664 antogs av generalförsamlingen den 4 december 1961 med 58 röster för (Skandinavien, Östeuropa och tredje världen), 10 röster emot (Nato-länder) samt 23 nedlagda röster (Latinamerika samt tidigare franska kolonier i Afrika).